# Darren Gough
Darren Gough (ur. 18 września 1970 w Monk Bretton) – angielski krykiecista uznawany często za najlepszego angielskiego pace bowlera od czasów Boba Willisa. W reprezentacji Anglii zadebiutował w 1994 roku i od tego czasu (do sierpnia 2006) zagrał w jej składzie w 58 meczach testowych.
Na szczeblu klubowym przez piętnaście lat grał w barwach Yorkshire County Cricket Club, po czym z powodów rodzinnych w 2004 roku przeniósł się do Essex County Cricket Club.

## Statystyki
Na podstawie.
| Rodzaj rozgrywek      | Mecze | Runy | Średnia odbić | Setki/pięćdziesiątki | Najlepszy rezultat | Catche/stumpingi |
| --------------------- | ----- | ---- | ------------- | -------------------- | ------------------ | ---------------- |
| Testy                 | 58    | 855  | 12,57         | 0/2                  | 65                 | 13/0             |
| One Day International | 159   | 609  | 12,42         | 0/0                  | 46                 | 25/0             |